# Mélanie Briche
Mélanie Briche (* 5. Februar 1975 in Amiens, Picardie) ist eine ehemalige französische Fußballnationalspielerin und heutige Fußballtrainerin.

## Spielerkarriere

### Vereine
Briche spielte in ihrer aktiven Karriere für Toulouse OAC, Toulouse FC, Toulouse Saint-Jo Football SC und Saint-Alban/Aucamville FC. Ihr erfolgreichstes Jahr war die Spielzeit 2001/02, als sie ihren vierten französischen Meistertitel und dazu den erstmals ausgespielten Frauen-Landespokal gewann. Außerdem stand sie in dieser Saison mit dem TFC auch im Europapokal-Halbfinale.

### Nationalmannschaft
Briche fand zwischen Februar 1999 und August 2000 bei zehn Länderspielen der französischen A-Nationalelf Berücksichtigung, wurde von deren Trainerin Élisabeth Loisel allerdings nur in einem einzigen Spiel länger als 45 Minuten eingesetzt.

## Trainerkarriere
Briche startete ihre Karriere, 2008 neben ihrer Spielerkarriere, als Cheftrainer des U-18-Mädchenteams von Toulouse Saint Jo. Rund ein halbes Jahr später ernannte Saint-Alban Omnisport Briche als Trainerin seiner in der fünften Liga spielenden Männermannschaft. Diesen Job führte Briche bis zum Oktober 2012 aus, bevor sie Cheftrainerin des Männerteams Rodéo FC aus Toulouse wurde. Sie führte den Fünftdivisionär in der Saison 2016/17 in das Zweiunddreißigstelfinale der Coupe de France; dort scheiterte ihr Team erst im Elfmeterschießen am klassenhöheren FC Bergerac.
Briche ist die Frau, die am längsten im Amt eines Cheftrainers im französischen Männerfußball tätig ist. Neben ihr arbeiteten Helena Costa, Corinne Diacre, Carolina Morace und die Bolivianerin Nelfi Ibañez Guerra als Trainerin eines männlichen Fußballteams.